# Uaupesia
Uaupesia es un género de escarabajos de la familia Chrysomelidae. El género fue descrito científicamente primero por Bechyné en 1957. Esta es una lista de especies perteneciente a este género:
- Uaupesia amazona (Weise, 1921)
- Uaupesia brevicollis (Bechyne, 1958)
- Uaupesia buckleyi (Bowditch, 1925)
- Uaupesia maculicollis (Bowditch, 1925)
- Uaupesia nigriceps (Weise, 1921)
- Uaupesia romani Bechyne, 1958
- Uaupesia tijucana Bechyne, 1958
- Uaupesia weisei Wilcox, 1971